# Physalospora scirpi
Physalospora scirpi is een schimmel behorend tot de familie Hyponectriaceae. Het is bekend van Poaceae, Pinaceae en Salicaceae. 

## Kenmerken
In aseksuele vorm zijn de kolonies compact, rond, donker tot zwart. Het mycelium bestaat uit hyaline tot lichtbruine, gladde hyfen. 
Conidiofoor moedercellen zijn bolvormig, hyaliene en meten (4–)5–7(–8) × (4–)5–6(–7) µm. Conidioforen zijn cilindrisch onvertakt, gladwandig, recht of buigzaam, hyaliene, met een enkele bruine transversale septa van 30–100 × 2–4 µm. Conidiogene cellen zijn cilindrisch en meten 1–1,5 × 1–1,5 µm. Conidia worden gedragen langs de zijkanten van conidioforen, heben gebogen, afgerond aan de uiteinden, bruin, met een hyaline kiemspleet meten (8–)9–10(–11) µm lang in vooraanzicht en (5–)6–7(–8) µm in zijaanzicht

## Verspreiding
Physalospora scirpi wordt het meest gevonden in Europa, maar is ook enkele malen hierbuiten waargenomen.